# Пйотркув-Кольонія
Пйотркув-Кольонія (пол. Piotrków-Kolonia) — село в Польщі, у гміні Яблонна Люблінського повіту Люблінського воєводства.
У 1975-1998 роках село належало до Люблінського воєводства.